# 12 Rounds
12 Rounds es una película de acción estadounidense de 2009 dirigida por Renny Harlin y producida por WWE Studios. El elenco es encabezado por el luchador profesional John Cena, junto a Steve Harris, Gonzalo Menéndez, Aidan Gillen, Brian J. White, Ashley Scott y Taylor Cole. La película fue estrenada el 27 de marzo de 2009 en los cines.

## Argumento
La película comienza con un operativo del FBI para capturar a un escurridizo terrorista conocido internacionalmente llamado Miles Jackson (Aidan Gillen). El oficial de policía de Nueva Orleans, Danny Fisher (John Cena), y su compañero Hank Carver (Brian J. White), Reconocen a la prometida de Miles, Erica (Taylor Cole) y los persiguen. Después de que Danny persiga a pie el auto, les ordena detenerse. Provoca el accidente que logra detenerlos pero en un intento de escape muere Erica. Un año más tarde, Danny y su compañero fueron ascendidos a detectives. Jackson ha escapado de prisión y planea su venganza contra Fisher a través de un juego al que llama "12 rounds" (12 rondas). Secuestra a la esposa de Fisher, Molly (Ashley Scott) y la obliga a entrar en una serie de juegos peligrosos cuidadosamente planeados por las calles de Nueva Orleans. Fisher lucha por mantenerse concentrado, mientras el reloj y las crudas consecuencias que acompañan cada una de las "rondas" hacen su mejor intento por impedir el rescate.

## Reparto

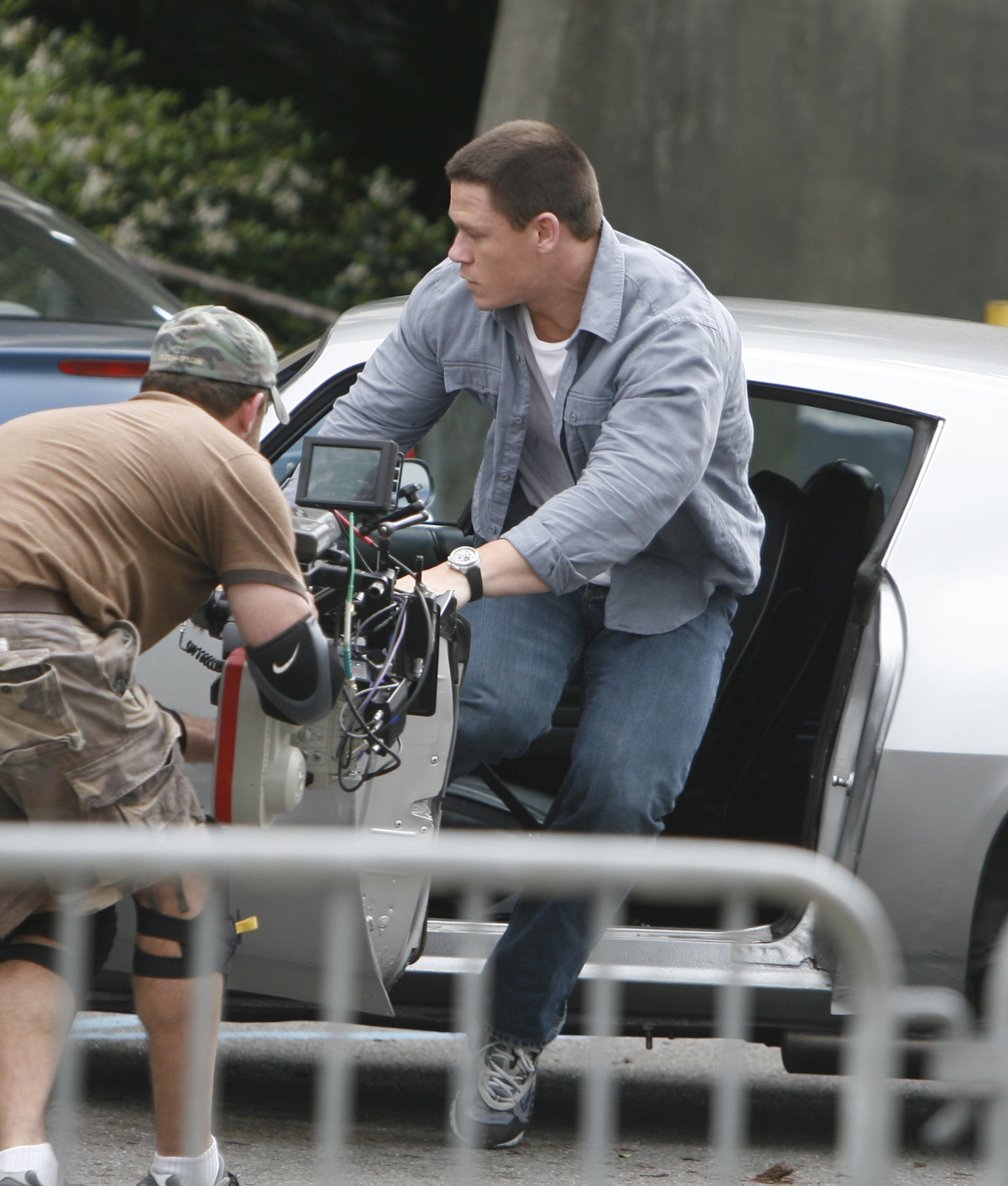
John Cena filmando en el set de 12 Rounds.

| Actor            | Personaje                    |
| ---------------- | ---------------------------- |
| John Cena        | Detective Danny Fisher       |
| Ashley Scott     | Molly Porter                 |
| Aidan Gillen     | Miles Jackson                |
| Brian J. White   | Detective Hank Carver        |
| Taylor Cole      | Erica Kessen                 |
| Vincent Flood    | Detective Chuck Jansen       |
| Steve Harris     | Agente especial George Aiken |
| Gonzalo Menendez | Agente especial Ray Santiago |

## Música
La música de 12 rounds fue compuesta por Trevor Rabin, quien previamente había trabajado con el director Renny Harlin en Deep Blue Sea y en Exorcist: The Beginning. La música fue grabada con la Hollywood Studio Symphony en el estudio Eastwood Scoring de la Warner Bros.

## Recepción
El filme abrió como número siete en las taquillas. Ganando un estimado de US$1.75 millones en su estreno y US$5.3 millones en su primera semana y en el extranjero US$2.498.325, alcanzando un total mundial de US$25.067.910.
12 rounds ha recibido principalmente críticas negativas. Algunos críticos han señalado sus similitudes con la película Die Hard with a Vengeance de 1995. La página web Rotten Tomatoes reportó que el 28% de los críticos habían hecho reseñas positivas de una muestra total de 61. En Metacritic, la que asigna un máximo de 100 puntos según la revisión a los principales críticos, la película recibió un puntaje promedio de 37, basado en 11 revisiones. Al igual que con The Marine, la mayoría sino todos los escasos elogios ofrecidos a la película fueron dados a la interpretación de Cena.

## Vídeos caseros
12 rounds fue lanzado en DVD, Blu-ray y UMD con escenas desclasificadas el 30 de junio de 2009. Durante la primera semana se estrenó en el primer lugar en ventas de DVD, con un total de 208.936 unidades reportando una ganancia de US$3.1 millones. Hasta marzo de 2010 se habían vendido 508.000 unidades de DVD, con una ganancia de US$8.03 millones. Estos no incluyen las ventas de Blu-ray y los arriendos de DVD.
El DVD incluye:
- Cortes clasificados y extendidos de la película
- Comentarios del director Renny Harlin, del escritor Daniel Kunka y de John Cena
- Dos finales alternativos
- Corto documental: "Crash Course: John Cena Stunts"
- Corto documental: "Never-before-seen Cena gag reel"

## Banda sonora
- "Feel You"- Crumbland[14]